# 2001년 12월
| 2001년: 1월 · 2월 · 3월 · 4월 · 5월 · 6월 · 7월 · 8월 · 9월 · 10월 · 11월 · 12월 |

| <          | 2001년 12월 | 2001년 12월 | 2001년 12월 | 2001년 12월 | 2001년 12월 | >            |
| 일         | 월          | 화          | 수          | 목          | 금          | 토           |
|            |             |             |             |             |             | 1 10.17 무술 |
| 2 18 기해  | 3 19 경자   | 4 20 신축   | 5 21 임인   | 6 22 계묘   | 7 23 갑진   | 8 24 을사    |
| 9 25 병오  | 10 26 정미  | 11 27 무신  | 12 28 기유  | 13 29 경술  | 14 30 신해  | 15 11.1 임자 |
| 16 2 계축  | 17 3 갑인   | 18 4 을묘   | 19 5 병진   | 20 6 정사   | 21 7 무오   | 22 8 기미    |
| 23 9 경신  | 24 10 신유  | 25 11 임술  | 26 12 계해  | 27 13 갑자  | 28 14 을축  | 29 15 병인   |
| 30 16 정묘 | 31 17 무진  |             |             |             |             |              |

| 편집하기 |

## 2001년12월 1일
- 2002년 FIFA 월드컵 조 추첨식이 부산에서 열렸다.
- 기아 카니발페이스리프트가 출시했다.